# Annabel Faber
Annabel Faber (* 1984 in München) ist eine deutsche Schauspielerin.

## Biographie
Faber ist die Tochter der Schauspieler Veronika Faber und Kurt Weinzierl. Faber wurde von 2002 bis 2006 an der Schauspielerschule-Sachers Innsbruck ausgebildet.

## Filmographie (Auswahl)
- 2000: Harte Jungs
- 2005: Exhuminus Exum – Die Macht zwischen Leben und Tod
- 2008: Gefühlte XXS – Vollschlank & frisch verliebt
- 2008: Der Bergdoktor
- 2010: Bergblut
- 2010: Weißblaue Geschichten
- 2010: Pfarrer Braun: Altes Geld, junges Blut
- 2011: Weniger ist mehr
- 2011–2012: Herzflimmern – Liebe zum Leben
- 2012: In aller Freundschaft
- 2014: Die Rosenheim-Cops – Zu Tode meditiert
- 2015: Utta Danella – Lisa schwimmt sich frei
- 2015: Lena Lorenz
- 2015: Die Maßnahme
- 2006, 2014 und 2017: SOKO München
- 2017: Der Komödienstadel: Rock’n’Roll im Abendrot
- 2018: Frühling – Am Ende des Sommers
- 2018: Frühling – Mehr als Freunde
- 2019: Dahoam is Dahoam
- 2020: Oktoberfest 1900
- 2021: Die Rosenheim-Cops (4 Folgen)
- 2022: Hubert ohne Staller
- 2022: Strafe – nach Ferdinand von Schirach – Der Taucher (Fernsehreihe)
- 2022: München Mord: Schwarze Rosen (Fernsehreihe)